# Adangme (peuple)
Pour les articles homonymes, voir Adangme.
Les Adangmés sont une population d’Afrique de l'Ouest. Ils font partie du groupe Ga-Adangme, comme les Krobos, Shais, Gas, Akwapims.

## Ethnonymie
Selon les sources et le contexte, on observe différentes formes : Adampa, Adampe, Adangbe, Adangbes, Adangmes, Adanme, Ada, Dangme, Danmeli.

## Implantation géographique
Le Ghana est l'un des pays d'Afrique le plus peuplé avec près de 18 millions d'habitants. Un recensement de 1960 indique que les Adangmés représentent 8,3 % de la population.
Les Adangmés se situent dans le sud du pays et se sont implantés vers 1000 – 1200. On peut les considérer comme un peuple autochtone.

## Culture

### Langue
De la famille linguistique nigéro-congolaise, la langue est du groupe Kwa. Comme cette langue est très proche de la langue Ga issue de la même branche linguistique, on parle aussi de la langue Ga-Adangme. Ceux qui parlent cette langue se trouvent aux alentours d'Accra dans le sud-est du Ghana,.

### Religion
Les Adangmés sont animistes. Ils pensent que leur véritable épouse se trouve dans l'au-delà. Afin de ne pas se voir infliger des malheurs par cette épouse très jalouse, ils doivent s'occuper d'elle en lui faisant des offrandes qui seront déposées devant une petite statuette la représentant. L'époux doit donc s'occuper autant de son épouse sur terre que dans l'au-delà.
- Le culte du Trokosi :

Chez les Ewes, Trokosi veut dire « esclave d'une divinité ».
Les filles peuvent être vendues pour servir à vie au fétiche du culte du Trokosi afin d'éponger un crime (meurtre ou vol...) de la famille mais bien souvent elles sont réduites à l'esclavage. Cette tradition d'être au service du fétiche remonte au XVIIe. Elle est également utilisée par les ewes dans la région d'Accra et d'autres peuples du sud-est. L'association LNG estime qu'il y aurait près de 4 500 esclaves dans les 76 couvents liés à ce culte au Ghana.
Le ghanéen Mark Wisdom a créé Fetish Slaves Liberation Mouvement (FESLIM) et a milité avec une canadienne Sharon Titian contre toute forme d'esclavage. Ils sont à l'origine d'une loi de 1998 contre cette pratique. En quatre ans, grâce à leurs efforts et avec l'appui de l'organisation International Needs Ghana reconnue par l'ONU, près de 2 800 filles ont pu être libérées. Elles sont ensuite protégées par des organisations locales qui essayent de leur donner une éducation afin qu'elles puissent se débrouiller seules dans la vie.
Mais il existe encore des résistances car les prêtres accusent ces organisations de détourner le droit du culte reconnu par la Constitution, les parents gênés ne disent rien et même ces jeunes filles endoctrinées se demandent, après libération, qui va s'occuper de la divinité. Mark Wisdom a déclaré que l'asservissement est également anti-constitutionnel. Les prêtres acceptent de libérer leurs esclaves contre de fortes sommes ou du bétail.

## Société

### Économie
- Les « enfants-marchandises »[11] :

Ils sont vendus par leurs parents pour quelques mois afin de pouvoir avoir de l'argent pour subvenir aux besoins du reste de la famille (qui peut avoir 20 enfants). Mais bien souvent les parents ne revoient pas leurs enfants et ne savent où ils se trouvent.